# Marta Pérez Ibáñez

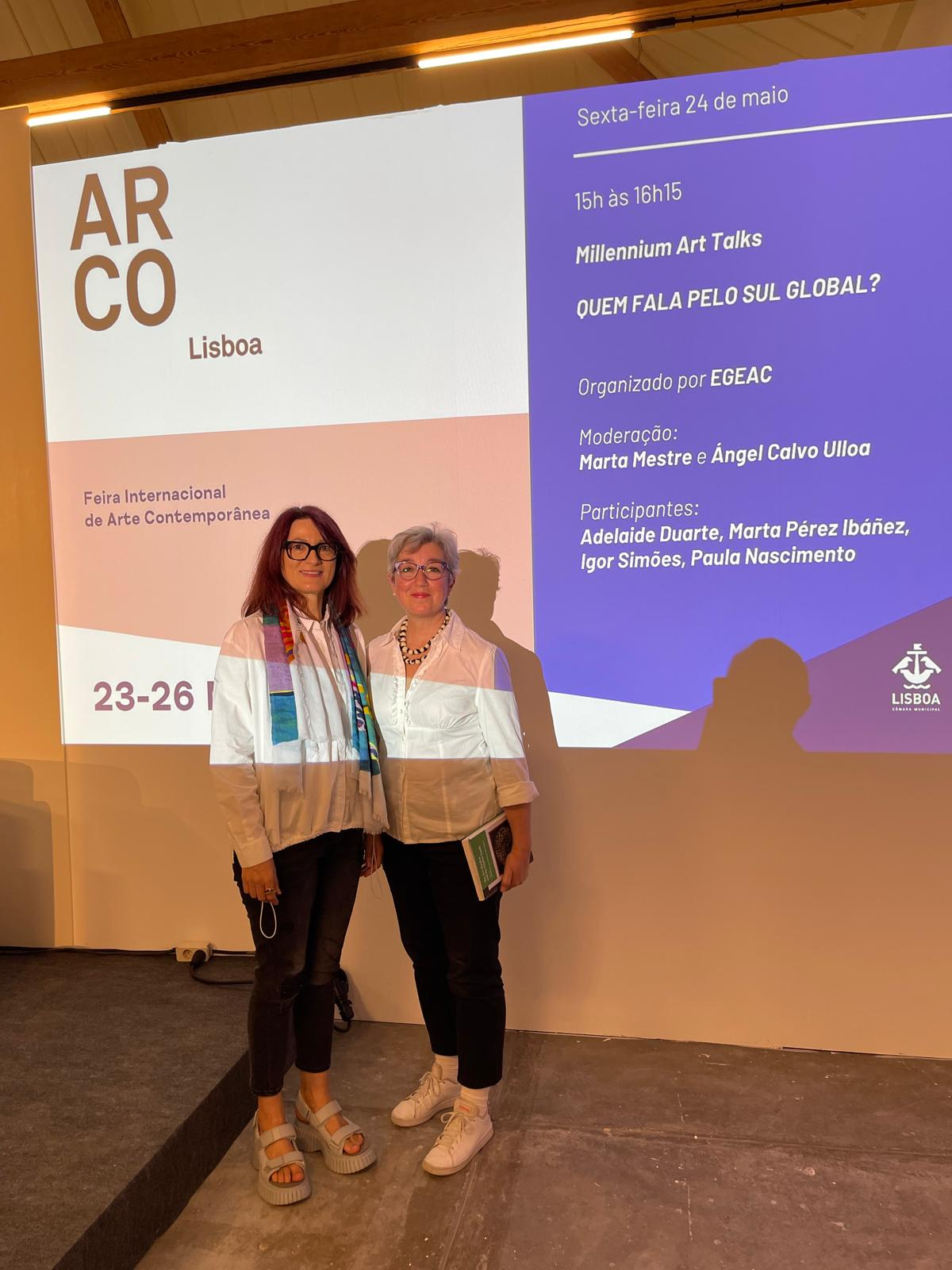
Adelaide Duarte y Marta Pérez Ibáñez en ARCOlisboa, 2024

Marta Pérez Ibáñez (Madrid 16 de noviembre de 1965) es una historiadora del arte española, investigadora y docente, especializada en el mercado del arte contemporáneo y en gestión artística y cultural y doctora en Historia y Artes por la Universidad de Granada. En el periodo 2020-2023 fue presidenta del Instituto de Arte Contemporáneo IAC.

## Trayectoria
Licenciada en Historia del Arte por la Universidad Autónoma de Madrid en el año 1988. Al año siguiente se trasladó a Estados Unidos, donde inició su actividad profesional, en la Frick Art Reference Library de Nueva York. En esa ciudad formó parte del grupo de investigación sobre arte español entre los años 1989 y 1991. Durante este período, realizó cursos de doctorado con el profesor Jonathan Brown, en el Instituto de Bellas Artes de la Universidad de Nueva York. A su regreso, entre los años 1991 y 2008, dirigió la galería Durán y comisarió el Premio de Pintura Durán, lo que le permitió conocer a fondo la evolución del mercado español del arte durante esos dieciséis años.
Realizó su doctorado en el Programa de Historia y Artes en la Universidad de Granada en 2018. Su tesis, titulada El contexto profesional y económico del artista en España. Resiliencia ante nuevos paradigmas en el mercado del arte, se centró en la situación económica precaria iniciada con la crisis de 2008 y en concreto la precariedad del trabajo artístico en España, además de la definición del artista profesional en el contexto laboral español. Tal como ella describe, el estudio también analiza al exiguo grupo de artistas que sí puede vivir de su producción, así como un grupo nuevo de artistas totalmente independientes con herramientas y estrategias de gestión novedosas, que permiten identificarlo como un nuevo agente en el sistema del arte. El análisis de la evolución y desarrollo del mercado español del arte, los nuevos modelos de negocio y la relación de los artistas con el sistema del arte son el tema central de su tesis.
Es miembro de las asociaciones The International Art Market Studies Association TIAMSA, el Instituto de Arte Contemporáneo IAC, que presidió entre 2020 y 2023y Mujeres en las Artes Visuales MAV. Forma parte del grupo de investigación Art Market and Collecting in Portugal, Spain and Brazil (AMC_PSB), subcomité de TIAMSA , y coordina Ecosistema del Arte, grupo de análisis, documentación, investigación y comunicación sobre la actualidad del arte contemporáneo en España.
Su paso por la presidencia del Instituto de Arte Contemporáneo IAC, a la que llegó en enero de 2020, estuvo marcada por el inicio de la pandemia. El confinamiento provocado por la COVID-19 y su efecto en el sector del arte contemporáneo hicieron que su trabajo se centrase en la defensa de la situación de los/las profesionales ante las administraciones y ante el mundo de la cultura. Durante esos meses se generó el Decálogo de Resistencia, el informe sobre el impacto de la COVID-19, y se asistió a la generación de mesas sectoriales territoriales de arte contemporáneo en diferentes comunidades, en las que el IAC estuvo presente. La participación del IAC en la Mesa Sectorial del Arte Contemporáneo durante estos años tuvo importantes resultados, destacando el nacimiento en el Ministerio de Cultura y Deporte de la Comisión de Trabajo del sector del Arte Contemporáneo y su participación en el desarrollo del Estatuto del Artista. En 2021, Pérez Ibáñez coordinó la publicación del informe El mercado español del arte en 2021, patrocinado por la Fundación La Caixa y por la feria ARCOmadrid y presentó en la Universidad Internacional Menéndez Pelayo un estudio sobre La visibilidad internacional del arte español contemporáneo. 

## Docencia
En el curso 2005-2006, comenzó su etapa docente en la Universidad Nebrija con el inicio del Máster en Mercado del Arte que producía la Fundación Claves de Arte. Desde entonces hasta 2018 ejerció como profesora asociada en dicho máster y en el Grado de Bellas Artes, coordinando el título de Experto en Mercado del Arte entre los años 2010 y 2012. También formó parte del Instituto Nebrija de Competencias Profesionales, impartiendo docencia sobre Desarrollo de Competencias Profesionales en diferentes grados de la universidad relacionados con creatividad y comunicación. En la actualidad imparte docencia en la  Universidad CEU San Pablo, ESCP Business School y European School of Economics entre otras.
Asimismo, ha impartido cursos y clases magistrales en centros públicos y privados como la Universidad Complutense de Madrid, Universidad de Granada, Universidad de Murcia, Universidad Francisco de Vitoria, ha dirigido varios cursos de verano en la Universidad Internacional Menéndez Pelayo de Santander, etc., así como en instituciones extranjeras como la Universidad de Bolonia (Italia), Sotheby’s Institute (Washington) y Royal Academy en Londres (Reino Unido), la Fondazione Sandretto Re Rebaudengo  en Turín (Italia), el Museo de Arte Antiga de Lisboa (Portugal) o la Universidad Anáhuac de Puebla (México) entre otras.

## Investigación
A lo largo de su actividad profesional y docente llevó también a cabo su trabajo como investigadora. De 2015 a 2022 fue Section Editor para la editorial alemana Walter de Gruyter como especialista en mercado del arte en España y Portugal, puesto que ejerce actualmente en la editorial británica Bloomsbury Publishing, participando en la creación del diccionario Bloomsbury Art Markets. Entre 2015 y 2018 ha contribuido también al grupo Estudios Transversales en Creación Contemporánea de la Universidad Nebrija. En 2023 se publicó en volumen The Art Market and the Global South por Brill Publishing, del que es coeditora junto a la Dra. Adelaide Duarte.
Otra faceta de su carrera investigadora es la dedicada la comunicación digital en museos y centros de arte, tema sobre el que ha desarrollado un proyecto de innovación en la docencia, aplicando metodologías de análisis cualitativo a la comunicación a través de canales transmedia de museos españoles y extranjeros. A ello ha dedicado varias publicaciones y ponencias.

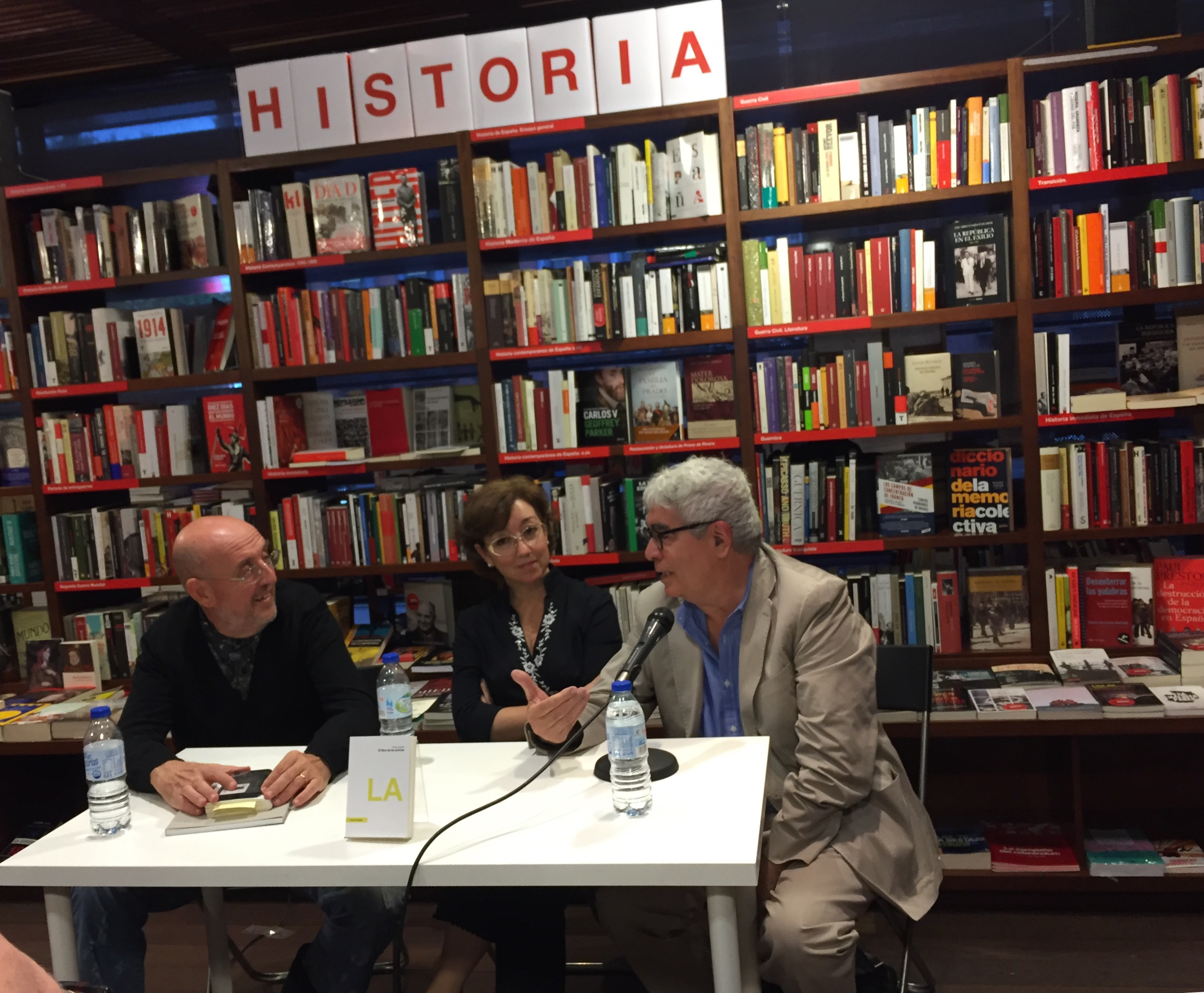
En la librería La Central de Madrid, en 2019, con los filósofos y críticos de arte Carlos Jiménez y Fernando Castro.

Destaca el estudio sobre La Actividad Económica de los/las Artistas en España. Estudio y análisis, (ISBN 978-84--338--62-3) , del que es coautora. Se trata de la primera analítica en profundidad de la situación del sector de la creación artística en España. Fue presentado en el año 2017 en el Primer Congreso de TIAMSA en el Sotheby’s Institute de Londres. Dicho estudio aportó datos a la Subcomisión para la Elaboración del Estatuto del Artista, aprobado por unanimidad en el Congreso de los Diputados en 2018.
En diciembre de 2020 publicó el Estudio sobre desigualdad de género en el sistema del arte en España, una investigación que coordinó junto a Semíramis González y Carolina Rodovalho, con el apoyo de Mujeres en las artes Visuales MAV y del Ayuntamiento de Madrid. Este trabajo, que ofrece una visión crítica sobre esta problemática, se apoya principalmente en las fuentes primarias: las propias artistas, galeristas y otros profesionales y agentes del sistema y del mercado del arte en nuestro país. En mayo de 2021 la editorial Ménades publicó una nueva edición de este estudio con prólogo de Cristina Fallarás.
En 2023 fue invitada por la asociación Mujeres en las Artes Visuales MAV para realizar los informes sobre la presencia de mujeres en las ferias de arte de Madrid, que ha coordinado también en 2024 y 2025. 